# Villelongue-d'Aude
Villelongue-d'Aude es una localidad de 279 habitantes (datos de INSEE de 1999) y comuna francesa, situada en el departamento del Aude en la región de Languedoc-Roussillon.
A sus habitantes se les conoce por el gentilicio Villelonguais.